# Oscarverleihung 2021
Übersicht aller ausgezeichneten Filme

◄◄ | ◄ | 2017 | 2018 | 2019 | 2020 | Oscarverleihung 2021 | 2022 | 2023 | 2024 | 2025 | ►

Weitere Ereignisse

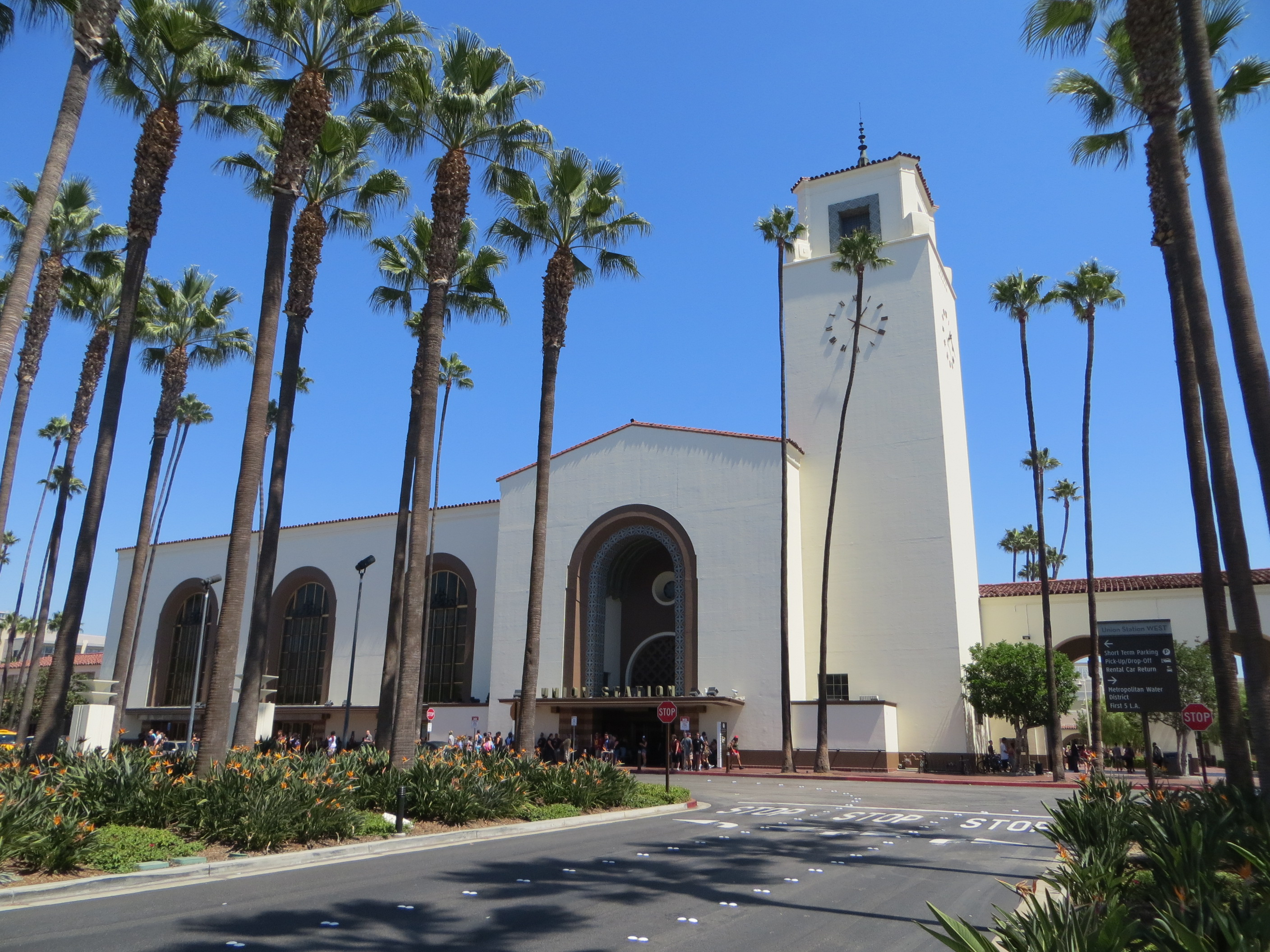
Die Union Station in Los Angeles, der Verleihungsort der Oscarverleihung

Die 93. Verleihung der Oscars (englisch 93rd Academy Awards) fand am 25. April 2021 in Los Angeles im Dolby Theatre und der Union Station statt. Ursprünglich hätte sie am 28. Februar 2021 stattfinden sollen; aufgrund der COVID-19-Pandemie verschob die Academy of Motion Picture Arts and Sciences den Termin aber um zwei Monate. Die Nominierungen wurden am 15. März 2021 bekannt gegeben.

## Regeländerungen
Wegen der COVID-19-Pandemie in den Vereinigten Staaten gab es eine Regeländerung. Da wegen Stay-at-Home-Anordnungen die Kinos geschlossen bleiben mussten, konnten 2021 auch Filme teilnehmen, die nur gestreamt wurden, aber während der Zeit dieser Anordnungen für sieben Tage in einem Kino in Los Angeles County hätten gezeigt werden sollen. Sobald Kinos wieder öffneten, mussten Filme wieder für sieben Tage in einem Kino im Los Angeles County gezeigt worden sein. Außerdem wurden die zwei Ton-Kategorien zu einer zusammengelegt, womit sich die Kategorienanzahl auf 23 verringert.
Erstmals seit der sechsten Oscarverleihung im Jahr 1934 waren Filme aus mehr als einem Kalenderjahr zugelassen. Der Bewerbungszeitraum wurde aufgrund der Coronakrise bis zum 28. Februar 2021 verlängert. Es ist erst die vierte Oscarverleihung, die verlegt wurde. 1938 führte eine Flutkatastrophe zur Verlegung, 1968 kam es wegen der Ermordung Martin Luther Kings zur Verzögerung, und 1981 kam es wegen des Attentats auf Ronald Reagan zur Verschiebung.

## Show
Hauptaustragungsort war das Gebäude der Union Station in Los Angeles, auch wenn einzelne Teile der Show vom traditionellen Veranstaltungsort, dem Dolby Theatre ausgestrahlt wurden. Wegen bestehender internationaler Reisebeschränkungen und einer Zehntage-Quarantäne wurden internationale Nominierte aus Studios weltweit zugeschaltet. Die von Steven Soderbergh, Stacey Sher und Jesse Collins produzierte Veranstaltung konnte statt der sonst üblichen 3.000 Zuschauer wegen Corona-Beschränkungen nur ein Publikum von 170 Personen gleichzeitig aufnehmen. Nominierte und Präsentierende wurden daher jeweils ausgetauscht. Die Kandidaten für den besten Song waren vorher aufgezeichnet worden. Die Auftritte auf dem Roten Teppich waren stark gekürzt worden. Die Veranstaltung wurde als aktives Filmset behandelt. Deshalb mussten, während die Kameras liefen, keine Gesichtsmasken getragen werden, aber Schnelltests vorgenommen werden.

## Preisträger und Nominierte
| Film                             | N  | A |
| -------------------------------- | -- | - |
| Mank                             | 10 | 2 |
| The Father                       | 06 | 2 |
| Judas and the Black Messiah      | 06 | 2 |
| Minari – Wo wir Wurzeln schlagen | 06 | 1 |
| Nomadland                        | 06 | 3 |
| Sound of Metal                   | 06 | 2 |
| The Trial of the Chicago 7       | 06 | 0 |
| Ma Rainey’s Black Bottom         | 05 | 2 |
| Promising Young Woman            | 05 | 1 |
| Neues aus der Welt               | 04 | 0 |
| One Night in Miami               | 03 | 0 |
| Soul                             | 03 | 2 |
| Borat Anschluss Moviefilm        | 02 | 0 |
| Emma                             | 02 | 0 |
| Hillbilly-Elegie                 | 02 | 0 |
| Kollektiv – Korruption tötet     | 02 | 0 |
| Mulan                            | 02 | 0 |
| Pinocchio                        | 02 | 0 |
| Der Rausch                       | 02 | 1 |
| Tenet                            | 02 | 1 |

### Bester Film
präsentiert von Rita Moreno
Nomadland – Produktion: Frances McDormand, Peter Spears, Mollye Asher, Dan Janvey und Chloé Zhao
- The Father – Produktion: David Parfitt, Jean-Louis Livi und Philippe Carcassonne
- Judas and the Black Messiah – Produktion: Shaka King, Charles D. King und Ryan Coogler
- Mank – Produktion: Ceán Chaffin, Eric Roth und Douglas Urbanski
- Minari – Wo wir Wurzeln schlagen (Minari) – Produktion: Christina Oh
- Promising Young Woman – Produktion: Ben Browning, Ashley Fox, Emerald Fennell und Josey McNamara
- Sound of Metal – Produktion: Bert Hamelinck und Sacha Ben Harroche
- The Trial of the Chicago 7 – Produktion: Marc Platt und Stuart M. Besser

### Beste Regie
präsentiert von Bong Joon-ho und Sharon Choi
Chloé Zhao – Nomadland
- Lee Isaac Chung –  Minari – Wo wir Wurzeln schlagen (Minari)
- Emerald Fennell – Promising Young Woman
- David Fincher – Mank
- Thomas Vinterberg – Der Rausch (Druk)

### Bester Hauptdarsteller
präsentiert von Joaquin Phoenix
Anthony Hopkins – The Father
- Riz Ahmed – Sound of Metal
- Chadwick Boseman – Ma Rainey’s Black Bottom
- Gary Oldman – Mank
- Steven Yeun –  Minari – Wo wir Wurzeln schlagen (Minari)

### Beste Hauptdarstellerin
präsentiert von Renée Zellweger
Frances McDormand – Nomadland
- Viola Davis – Ma Rainey’s Black Bottom
- Andra Day – The United States vs. Billie Holiday
- Vanessa Kirby – Pieces of a Woman
- Carey Mulligan – Promising Young Woman

### Bester Nebendarsteller
präsentiert von Laura Dern
Daniel Kaluuya – Judas and the Black Messiah
Sacha Baron Cohen – The Trial of the Chicago 7
Leslie Odom Jr. – One Night in Miami
Paul Raci – Sound of Metal
Lakeith Stanfield – Judas and the Black Messiah

### Beste Nebendarstellerin
präsentiert von Brad Pitt
Yoon Yeo-jeong –  Minari – Wo wir Wurzeln schlagen (Minari) 
Marija Bakalowa – Borat Anschluss Moviefilm (Borat Subsequent Moviefilm)
Glenn Close – Hillbilly-Elegie (Hillbilly Elegy)
Olivia Colman – The Father
Amanda Seyfried – Mank

### Bestes adaptiertes Drehbuch
präsentiert von Regina King
Christopher Hampton und Florian Zeller – The Father
Ramin Bahrani – Der weiße Tiger (The White Tiger)
Sacha Baron Cohen, Peter Baynham, Jena Friedman, Anthony Hines, Lee Kern, Dan Mazer, Nina Pedrad, Erica Rivinoja, Dan Swimer – Borat Anschluss Moviefilm (Borat Subsequent Moviefilm)
Kemp Powers – One Night in Miami
Chloé Zhao – Nomadland

### Bestes Originaldrehbuch
präsentiert von Regina King
Emerald Fennell – Promising Young Woman
Will Berson, Shaka King, Keith Lucas, Kenny Lucas – Judas and the Black Messiah
Lee Isaac Chung – Minari – Wo wir Wurzeln schlagen (Minari)
Derek Cianfrance, Abraham Marder, Darius Marder – Sound of Metal
Aaron Sorkin – The Trial of the Chicago 7

### Beste Kamera
präsentiert von Halle Berry
Erik Messerschmidt – Mank
Sean Bobbitt – Judas and the Black Messiah
Phedon Papamichael – The Trial of the Chicago 7
Joshua James Richards – Nomadland
Dariusz Wolski – Neues aus der Welt (News of the World)

### Bestes Szenenbild
präsentiert von Halle Berry
Donald Graham Burt, Jan Pascale – Mank
David Crank, Elizabeth Keenan – Neues aus der Welt (News of the World)
Nathan Crowley, Kathy Lucas – Tenet
Cathy Featherstone, Peter Francis – The Father
Karen O’Hara, Mark Ricker, Diana Stoughton – Ma Rainey’s Black Bottom

### Bestes Kostümdesign
präsentiert von Don Cheadle
Ann Roth – Ma Rainey’s Black Bottom
Alexandra Byrne – Emma
Massimo Cantini Parrini – Pinocchio
Bina Daigeler – Mulan
Trish Summerville – Mank

### Beste Filmmusik
präsentiert von Zendaya
Jon Batiste, Trent Reznor, Atticus Ross – Soul
Terence Blanchard – Da 5 Bloods
Emile Mosseri – Minari – Wo wir Wurzeln schlagen (Minari)
James Newton Howard – Neues aus der Welt (News of the World)
Trent Reznor, Atticus Ross – Mank

### Bester Song
präsentiert von Zendaya
„Fight for You“ aus Judas and the Black Messiah – D’Mile, H.E.R., Tiara Thomas
„Hear My Voice“ aus The Trial of the Chicago 7 – Daniel Pemberton, Celeste Waite
„Husavik“ aus Eurovision Song Contest: The Story of Fire Saga – Fat Max Gsus, Savan Kotecha, Rickard Göransson
„Io sì (Seen)“ aus Du hast das Leben vor dir (La vita davanti a sé) – Laura Pausini, Diane Warren
„Speak Now“ aus One Night in Miami – Sam Ashworth, Leslie Odom Jr.

### Bestes Make-up und beste Frisuren
präsentiert von Don Cheadle
Sergio Lopez-Rivera, Mia Neal, Jamika Wilson – Ma Rainey’s Black Bottom
Laura Allen, Marese Langan, Claudia Stolze – Emma
Dalia Colli, Mark Coulier, Francesco Pegoretti – Pinocchio
Patricia Dehaney, Eryn Krueger Mekash, Matthew Mungle – Hillbilly-Elegie (Hillbilly Elegy)
Colleen LaBaff, Kimberley Spiteri, Gigi Williams – Mank

### Bester Schnitt
präsentiert von Harrison Ford
Mikkel E.G. Nielsen – Sound of Metal
Alan Baumgarten – The Trial of the Chicago 7
Yorgos Lamprinos – The Father
Frédéric Thoraval – Promising Young Woman
Chloé Zhao – Nomadland

### Bester Ton
präsentiert von Riz Ahmed
Jaime Baksht, Nicolas Becker, Phillip Bladh, Carlos Cortés, Michelle Couttolenc – Sound of Metal
Beau Borders, Michael Minkler, Warren Shaw, David Wyman – Greyhound – Schlacht im Atlantik (Greyhound)
Coya Elliott, Ren Klyce, David Parker – Soul
Ren Klyce, Drew Kunin, Jeremy Molod, David Parker, Nathan Nance – Mank
William Miller, John Pritchett, Mike Prestwood Smith, Oliver Tarney – Neues aus der Welt (News of the World)

### Beste visuelle Effekte
präsentiert von Steven Yeun
Scott Fisher, Andrew Jackson, David Lee, Andrew Lockley – Tenet
Nick Davis, Greg Fisher, Ben Jones, Santiago Colomo Martinez – Der einzig wahre Ivan (The One and Only Ivan)
Sean Andrew Faden, Steve Ingram, Anders Langlands, Seth Maury – Mulan
Matthew Kasmir, Chris Lawrence, Max Solomon, David Watkins – The Midnight Sky
Genevieve Camilleri, Brian Cox, Matt Everitt, Matt Sloan – Love and Monsters

### Bester Animationsfilm
präsentiert von Reese Witherspoon
Soul – Pete Docter, Dana Murray
Die bunte Seite des Monds (Over the Moon) – Peilin Chou, Glen Keane, Gennie Rim
Onward: Keine halben Sachen (Onward) – Kori Rae, Dan Scanlon
Shaun das Schaf – UFO-Alarm (A Shaun the Sheep Movie: Farmageddon) – Will Becher, Paul Kewley, Richard Phelan
Wolfwalkers – Tomm Moore, Stéphan Roelants, Ross Stewart, Paul Young

### Bester animierter Kurzfilm
präsentiert von Reese Witherspoon
If Anything Happens I Love You – Michael Govier, Will McCormack
Burrow – Michael Capbarat, Madeline Sharafian
Genius Loci – Adrien Mérigeau, Amaury Ovise
Opera – Erick Oh
Yes-People (Já-Fólkið) – Arnar Gunnarsson, Gísli Darri Halldórsson

### Bester Kurzfilm
präsentiert von Riz Ahmed
Two Distant Strangers – Travon Free, Martin Desmond Roe
Der Briefwechsel (The Letter Room) – Elvira Lind, Sofia Sondervan
Feeling Through – Doug Roland, Susan Ruzenski
The Present – Farah Nabulsi
White Eye – Shira Hochman, Tomer Shushan

### Bester Dokumentarfilm
präsentiert von Marlee Matlin und Jack Jason
Mein Lehrer, der Krake (My Octopus Teacher) – Pippa Ehrlich, Craig Foster, James Reed
Kollektiv – Korruption tötet (Colectiv) – Alexander Nanau, Bianca Oana
Der Maulwurf – Ein Detektiv im Altersheim (The Mole Agent) – Maite Alberdi, Marcela Santibáñez
Sommer der Krüppelbewegung (Crip Camp) – Sara Bolder, James LeBrecht, Nicole Newnham
Time – Garrett Bradley, Lauren Domino, Kellen Quinn

### Bester Dokumentar-Kurzfilm
präsentiert von Marlee Matlin und Jack Jason
Colette – Alice Doyard, Anthony Giacchino
A Concerto Is a Conversation – Kris Bowers, Ben Proudfoot
Do Not Split – Charlotte Cook, Anders Sømme Hammer
Hunger Ward – Skye Fitzgerald, Michael Scheuerman
A Love Song for Latasha – Sophia Nahli Allison, Janice Duncan

### Bester internationaler Film
präsentiert von Laura Dern
Der Rausch (Druk), Dänemark – Thomas Vinterberg
Better Days (Shàonián de nǐ), Hongkong – Derek Tsang
Kollektiv – Korruption tötet (Colectiv), Rumänien – Alexander Nanau
Der Mann, der seine Haut verkaufte (The Man Who Sold His Skin), Tunesien – Kaouther Ben Hania
Quo Vadis, Aida?, Bosnien und Herzegowina – Jasmila Žbanić

## Einreichungen für den Besten internationalen Film
Für die Schweiz ging der Film Schwesterlein von Stéphanie Chuat und Véronique Reymond ins Rennen, für Österreich Was wir wollten von Ulrike Kofler und für Deutschland Und morgen die ganze Welt von Julia von Heinz. Keiner der drei deutschsprachigen Beiträge schaffte es auf die Shortlist.

## Ehrenoscars
Die vom Board of Governors der Academy of Motion Picture Arts and Sciences bestimmten Ehrenpreisträger sollten im Herbst 2020 bei den Governors Awards ausgezeichnet werden, bevor diese wegen der Corona-Pandemie abgesagt wurden. Stattdessen sollen die Ehrenpreise bei der Oscarverleihung übergeben werden.
Der Jean Hersholt Humanitarian Award wurde Tyler Perry und dem Motion Picture & Television Fund (MPTF) zuerkannt.

## In Memoriam
Das Segment „In Memoriam“, mit dem alljährlich in einem kurzen Video der wichtigsten Verstorbenen im Bereich Film gedacht wird, wurde von Angela Bassett präsentiert. Anstatt einer Aufführung wurde während der Präsentation eine Version von Stevie Wonders Lied As gespielt. Folgende Künstler wurden (in der angegebenen Reihenfolge) im Segment erwähnt:
- Cicely Tyson, Schauspielerin
- Ian Holm, Schauspieler
- Max von Sydow, Schauspieler
- Cloris Leachman, Schauspielerin
- Yaphet Kotto, Schauspieler
- Joel Schumacher, Regisseur
- Bertrand Tavernier, Regisseur
- Jean-Claude Carrière, Drehbuchautor, Regisseur
- Olivia de Havilland, Schauspielerin
- Irrfan Khan, Schauspieler
- Michael Apted, Regisseur, Produzent
- Paula Kelly, Schauspielerin, Tänzerin
- Christopher Plummer, Schauspieler
- Allen Daviau, Kameramann
- George Segal, Schauspieler
- Wilford Brimley, Schauspieler
- Thomas Jefferson Byrd, Schauspieler
- Marge Champion, Schauspielerin, Tänzerin, Choreographin
- Ron Cobb, Produktionsdesigner, Concept Designer
- Shirley Knight, Schauspielerin
- José Luis Díaz, Sound Editor
- Kelly Preston, Schauspielerin
- Rhonda Fleming, Schauspielerin
- Kelly Asbury, Regisseur, Drehbuchautor, Animator
- Fred Willard, Schauspieler
- Hal Holbrook, Schauspieler
- Kurt Luedtke, Drehbuchautor
- Linda Manz, Schauspielerin
- Michael Chapman, Kameramann, Regisseur
- Martin Cohen, Postproduktion-Executive, Produzent
- Kim Ki-duk, Regisseur, Drehbuchautor
- Helen McCrory, Schauspielerin
- Ennio Morricone, Komponist
- Thomas Pollock, Executive
- Carl Reiner, Schauspieler, Drehbuchautor, Regisseur, Produzent
- Larry McMurtry, Drehbuchautor
- Lynn Shelton, Regisseurin
- Earl Cameron, Schauspieler
- Alan Parker, Regisseur, Drehbuchautor
- Mike Fenton, Casting Director
- Edward S. Feldman, Produzent
- Lynn Stalmaster, Casting Director
- Nanci Ryder, Publizistin
- Sumner Redstone, Executive
- Rémy Julienne, Stuntman
- Stuart Cornfeld, Produzent
- Ronald L. Schwary, Produzent
- Jonathan Oppenheim, Filmeditor
- Al Kasha, Songwriter, Komponist
- Charles Gordon, Produzent
- Brian Dennehy, Schauspieler
- Charles Gregory Ross, Haarstylistin
- Alberto Grimaldi, Produzent
- Johnny Mandel, Komponist
- Brenda Banks, Animatorin
- George Gibbs, Spezialeffekt-Künstler
- Haim Shtrum, Studio-Musiker
- Lennie Niehaus, Komponist
- Leslie Pope, Szenenbildnerin
- Joan Micklin Silver, Regisseur, Drehbuchautor
- Roberta Hodes, Script Supervisorin, Drehbuchautorin, Lehrerin
- Ken Muggleston, Szenenbildner
- Diana Rigg, Schauspielerin
- Leon Gast, Dokumentarfilmer
- Anthony Powell, Kostümbildner
- Chuck Bail, Regisseur, Stuntman
- Bhanu Athaiya, Kostümbildnerin
- Colleen Callaghan, Haarstylistin
- Peter Lamont, Szenenbildner
- David Giler, Drehbuchautor, Produzent
- Norman Newberry, Artdirector
- Zhang Zhao, Executive, Produzent
- Conchata Ferrell, Schauspielerin
- Alan Robert Murray, Sound Editor
- Andrew Jack, Dialogtrainer
- Jonas Gwangwa, Komponist
- Marving G. Westmore, Maskenbildner
- Pembrooke Herring, Filmeditor
- Lynda Gurasich, Haarstylistin
- Michel Piccoli, Schauspieler
- William Bernstein, Executive
- Cis Corman, Casting Directorin, Produzentin
- Michael Wolf Snyder, Sound-Mixer
- Ja’Net DuBois, Schauspielerin
- Les Fresholtz, Tontechniker
- Jerry Stiller, Schauspieler
- Earl DMX Simmons, Songwriter, Schauspieler, Produzent
- Giuseppe Rotunno, Kameramann
- Else Blangsted, Musikeditorin
- Ronald Harwood, Drehbuchautor
- Masato Hara, Produzent
- Robert C. Jones, Filmeditor, Drehbuchautor
- Walter Bernstein, Drehbuchautor, Produzent
- Sean Connery, Schauspieler
- Chadwick Boseman, Schauspieler